# Каттакаям Черіан Маппіллай
Каттакаям Черіан Маппіллай (1859–1936) — індійський поет і драматург.  

## Біографія
Черіан Маппіллай народився 24 лютого 1859 року в Пала південноіндійського штату Керала в християнській родині Улаханнана та Сесілі.  У школі вивчав санскрт. Його ранні вірші були опубліковані в журналі у 1887 році, а в 1890 році він почав вести поетичну колонку в Malayala Manorama Маппіллай написав низку віршів і п’єс , і найвідомішою серед них була Шрі Йешу Віджаям . Це був перший епос християнського письменника мовою малаялам. 
Черіан Маппіллай  за професією був виробником каучукута став співзасновником фабрики каучуків Meenachil, однієї з найперших фабрик каучуку в Кералі.    Він був одружений з Маріяммі з Кадаккачіра-вееду.  Помер 29 листопада 1936 року у віці 77 років. 

## Досягнення
Він відомий завдяки епічній поемі Шрієшу Віджаям. Він був засновником   одного з найперших літературних журналів мовою малаялам. Папа Пій XI вручив йому золоту медаль у 1931 році.

## Бібліографія

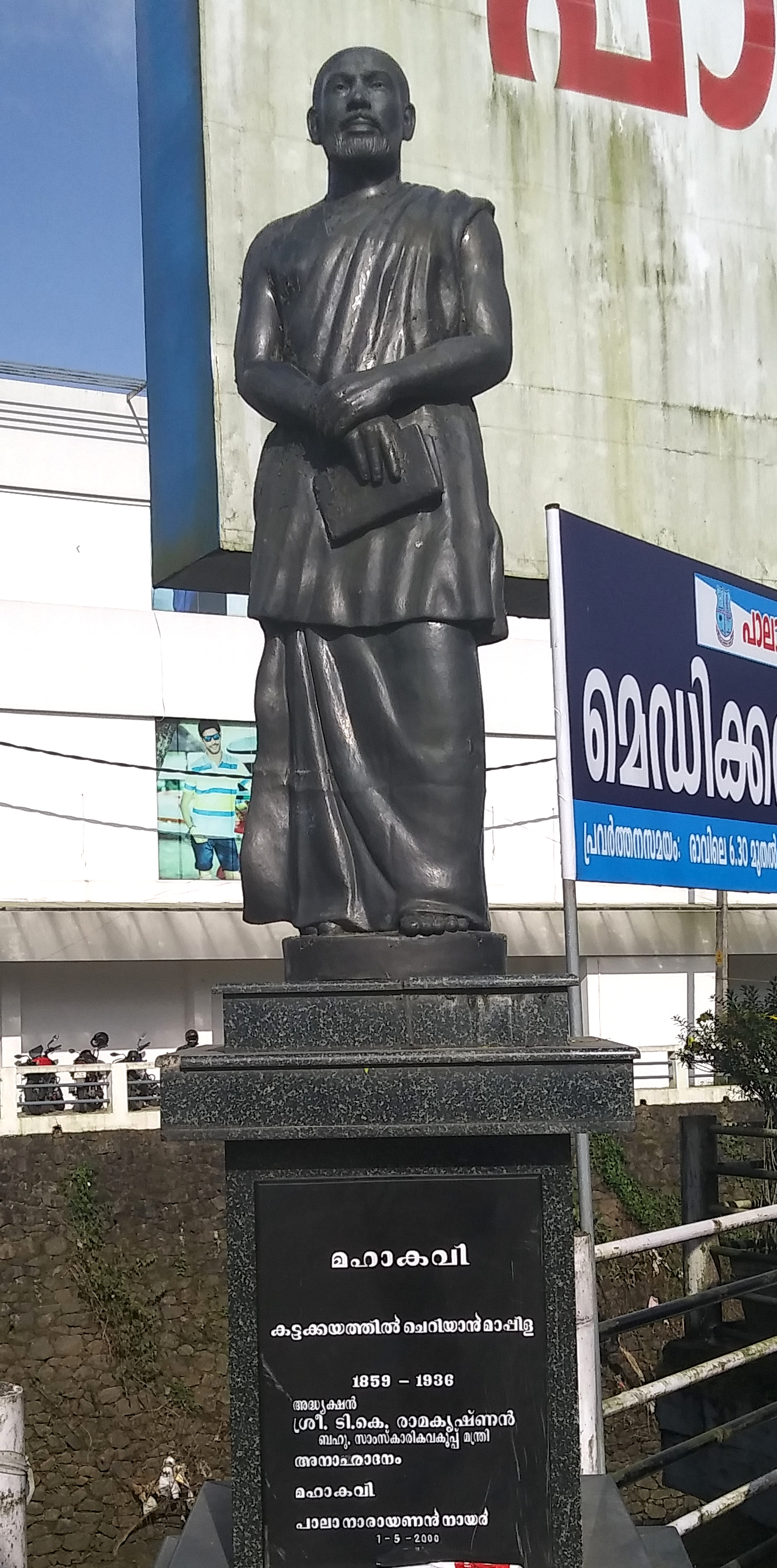
Статуя Маппіли в Пала, Керала.

### Вірші
1. Шрі Єшу Віджаям - 1911-1926 [6]
2. Мар Тома Чарітам - 1908 рік
3. Ванітаамані - 1915 рік
4. Сюзанна - 1928 рік
5. Метту Таракан - 1924 рік
6. Тірінгадуккаппетта Паатрам - 1926 рік
7. Джусе Бхактан - 1880

1. 1 2  Biography on Kerala Sahitya Akademi portal. Kerala Sahitya Akademi portal. 6 березня 2019. Процитовано 6 березня 2019.
2. ↑  List of works. Kerala Sahitya Akademi portal. 7 березня 2019. Процитовано 7 березня 2019.
3. ↑  'Statement (PDF). Архів оригіналу (PDF) за 3 червня 2012. Процитовано 27 квітня 2011.
4. ↑  Chavara Kuriakose Elias and his Contribution to Literature. Department of Tourism, Government of Kerala (англ.). 7 березня 2019. Процитовано 7 березня 2019.
5. ↑  Kattakayam Cherian Mappillai - Veethi profile. veethi.com. 6 березня 2019. Процитовано 6 березня 2019.
6. ↑  K. M. George (1992). Modern Indian Literature, an Anthology: Surveys and poems. Sahitya Akademi. с. 241–. ISBN 978-81-7201-324-0.